# Cytisus grandiflorus
Espèce
Classification phylogénétique
Synonymes
- Genista grandiflora(DC.) Spach[1]
- Laburnum grandiflorum (DC.) J.Presl[1]
- Sarothamnus grandiflorus (DC.) Webb[1]
- Spartium grandiflorum Brot.[1]

Cytisus grandiflorus, de nom commun Cytise à grandes fleurs, est une espèce de plantes à fleurs de la famille des Fabaceae et du genre Cytisus. C'est un arbuste trouvé en Afrique du Nord et dans le sud de l'Europe.

## Description
Cytisus grandiflorus est un arbuste pouvant atteindre 3 m de hauteur. Les tiges et rameaux anguleux, jonciformes, ont 5 côtes plus ou moins marqués. Les feuilles sont caduques, simples sur les jeunes rameaux ou trifoliées sur les parties inférieures des rameaux. Les feuilles trifoliées ont des pétioles très courts. Les fleurs hermaphrodites sont solitaires ou jumelles. Le calice est campanulaire, membraneux, glabre, d'abord vert puis brun noirâtre. La corolle est jaune, le carène à l'extrémité est très recourbée vers le haut et l'étendard a un bord froncé. Le style est roulé en un ou plusieurs cercles. L'androcée a 4 étamines. Le légume sec est linéaire-oblongue, très comprimé, légèrement recourbé, très villeux, d'abord vert puis noire. La floraison est printanière.

## Répartition et habitat
Cytisus grandiflorus est présent dans l'Afrique du Nord, dans le Rif et l'Atlas, et le sud et l'ouest de la péninsule ibérique.
On le trouve dans les forêts et les buissons sur des sols sablonneux côtiers siliceux, dans les forêts de pins mais aussi dans les sols profonds de chênes-lièges, riches en sels minéraux.

## Sous-espèces
- La sous-espèce barbarus est endémique du Maroc.
- La sous-espèce cabezudoi a peu de poils ou est glabrescente et est endémique des régions côtières du sud du Portugal, Huelva et Cadix.
- La sous-espèce grandiflorus est couverte de poils persistants d'environ 4 mm de long et s'étend sur tout le territoire de l'espèce.
- La sous-espèce haplophyllus vit sur le mont Gourougou.

## Parasite
Le fruit a pour parasite Bruchidius lividimanus, Bruchidius villosus, Asphondylia sarothamni. La feuille a pour parasite Isturgia famula (de), Agonopterix scopariella. Le bourgeon de la feuille a pour parasite Mirificarma mulinella (en), Dasineura tubicoloides (sv), Aceria genistae (sv), Contarinia scoparii (sv), Asphondylia sarothamni. La tige a pour parasite Phyllonorycter scopariella, Protopirapion kraatzii (pt).